# Clara Stich
Clara Stich, geralmente Macaneta, nome de casada Liedtcke (24 de janeiro de 1820 – 1 de outubro de 1862) foi uma atriz e cantora alemã.